# Maryanne Amacher
Maryanne Amacher (Kane (Pennsylvania), 25 februari 1938 – 22 oktober 2009) was een Amerikaanse pianiste, componiste en installatie-artieste. Ze staat erom bekend uitgebreid te werken met een familie van psychoakoestische verschijnselen, die auditieve vervormingsproducten worden genoemd (ook bekend als vervormingsproducten otoakoestische emissies en combinatietonen), waarbij de oren zelf hoorbaar geluid produceren.

## Biografie
Amacher werd geboren in Kane, Pennsylvania, als dochter van een Amerikaanse verpleegster en een Zwitserse goederentreinmedewerker. Als enig kind groeide ze op met piano spelen. Amacher verliet Kane om met een volledige beurs naar de University of Pennsylvania te gaan, waar ze in 1964 een BFA ontving, terwijl ze daar compositie studeerde bij George Rochberg en Karlheinz Stockhausen.
Ze studeerde ook compositie in Salzburg, Oostenrijk en Dartington, Verenigd Koninkrijk. Vervolgens studeerde ze af in akoestiek en informatica aan de University of Illinois at Urbana-Champaign.
Terwijl ze in 1967 verbleef aan de University of Buffalo, creëerde ze City Links: Buffalo, een 28-uur durend stuk met 5 microfoons in verschillende delen van de stad, live uitgezonden door radiostation WBFO. Er waren 21 andere stukken in de City Links-serie en meer informatie is te vinden in de brochure voor een tentoonstelling over de serie van Ludlow 38 in New York (beschikbaar op hun website). Een veelvoorkomend kenmerk was het gebruik van speciale telefoonlijnen van FM-radiokwaliteit (bereik van 0–15.000 Hz) om de geluidsomgevingen van verschillende locaties in dezelfde ruimte te verbinden, een zeer vroeg voorbeeld van wat nu telematicaprestaties worden genoemd, die veel meer bekende voorbeelden van onder andere Max Neuhaus voorafgingen. (Neuhaus was zelf betrokken bij het oorspronkelijke werk uit 1967 in Buffalo.)
Haar belangrijkste stukken waren bijna uitsluitend locatiespecifiek, ze gebruikte vaak veel luidsprekers om wat ze noemde structureel gedragen geluid te creëren, wat het onderscheidt van luchtgeluid, de opzettelijke paradox. Door veel diffuse geluidsbronnen te gebruiken (niet in de ruimte of luidsprekers die naar de muren of vloeren zijn gericht) zou ze de psychoakoestische auditieve illusies van geluidsvormen of aanwezigheid creëren. Amachers vroege werk is het best vertegenwoordigd in drie series multimedia-installaties die zijn geproduceerd in de Verenigde Staten, Europa en Japan: de sonische telepresence-serie City Links 1–22 (1967). Het architectonisch geënsceneerde Music for Sound-Joined Rooms (1980) en de Mini-Sound Series (1985) zijn een nieuwe multimediavorm die ze creëerde die uniek is in het gebruik van architectuur en geserialiseerd verhaal.
Ze werd door John Cage uitgenodigd tijdens een fellowship aan de Harvard University en het Massachusetts Institute of Technology om aan verschillende projecten te werken. De samenwerking resulteerde in een stormachtige soundtrack voor Cages multimedia Lecture on the Weather (1975) en een werk over de geluidsomgeving Close Up voor een 10 uur durend solozangwerk voor Cage Empty Words (1978). Ze produceerde naast andere werken ook Torse voor Merce Cunningham van 1974 tot 1980.
Amacher werkte uitgebreid met een reeks psychoakoestische verschijnselen, die bekend staan als auditieve vervormingsproducten, simpel gezegd: geluiden die in het oor worden gegenereerd en die duidelijk hoorbaar zijn voor de toehoorder. Deze tonen hebben een lange geschiedenis in muziektheorie en wetenschappelijk onderzoek en zijn nog steeds onderwerp van onenigheid en debat. In de muziek zijn ze het meest bekend onder de naam combinatietonen, verschiltonen en soms Tartini-tonen (naar de violist Giuseppe Tartini, die ze zou hebben ontdekt). Amacher noemde ze zelf oortonen tot 1992, toen ze het werk van David T. Kemp en Thomas Gold ontdekte en ernaar begon te verwijzen met de psycho-akoestische terminologie van otoakoestische emissies. Sindsdien is duidelijk geworden dat sommige van de geluiden van Amacher en inderdaad alle muzikanten die dit fenomeen hebben uitgebuit, kunnen worden toegeschreven aan een bepaalde familie van otoakoestische emissies, die bekend staat als distortion product otoacousticissions (DPOAE). Als reactie op twee zuivere tonen die gelijktijdig aan het oor worden gepresenteerd, lijken deze tonen zich in of rond het hoofd te lokaliseren, alsof er een kleine luidspreker in het oor zit. Amacher was de eerste die systematisch het muzikale gebruik van deze fenomenen onderzocht met behulp van elektro-akoestische geluidstechnologieën. De ondertitel van haar eerste Tzadik Records album Sound Characters (Making the Third Ear) is een verwijzing naar hen. Ze beschrijft de subjectieve ervaring van deze verschijnselen in de volgende passage:
Wanneer gespeeld op het juiste geluidsniveau, dat vrij hoog en opwindend is, zullen de tonen in deze muziek ervoor zorgen dat je oren fungeren als neurofonische instrumenten, die geluiden uitzenden die rechtstreeks uit je hoofd lijken te komen. (mijn toehoorders) ontdekken dat ze een tonale dimensie van de muziek produceren die melodisch, ritmisch en ruimtelijk interageert met de toonhoogte in de kamer. Tonen dansen in de onmiddellijke ruimte van hun lichaam, om hen heen als een sonische omslag, cascade in de oren en naar de ruimte voor hun ogen. Schrik niet! Je oren gedragen zich niet vreemd of zijn niet beschadigd! Deze virtuele tonen zijn een natuurlijk en zeer reëel fysiek aspect van auditieve waarneming, vergelijkbaar met het samensmelten van twee beelden resulterend in een derde driedimensionaal beeld in binoculaire waarneming. Ik wil deze muziek vrijgeven die is geproduceerd door de luisteraar.
In de loop der jaren ontving ze verschillende grote opdrachten in de Verenigde Staten en Europa met incidenteel werk in Azië en Centraal- en Zuid-Amerika. Amacher ontving in 1998 een Foundation for Contemporary Arts Grants to Artists Award. In 2005 ontving ze de Prix Ars Electronica (de Golden Nica) in de categorie «Digital Musics» voor haar project TEO! A sonic sculpture. Op het moment van haar overlijden werkte ze drie jaar aan een stuk met 40 kanalen in opdracht van het Experimental Media and Performing Arts Center in Troy (New York).
Maryanne Amacher heeft een belangrijke invloed gehad op componisten als Rhys Chatham en Thurston Moore. De laatste tien jaar van haar leven gaf ze les aan het Bard College MFA-programma.

## Overlijden
Maryanne Amacher overleed in oktober 2009 op 71-jarige leeftijd.

## Discografie
Multimedia Installations (alle werken in uitvoering)
- 1967: City Links nos 1-22
- 1980: Music for Sound-Joined Rooms
- 1985: Mini-Sound Series

Dance Scores (alle choreografie Merce Cunningham)
- 1974: Everything in Air, tape
- 1975: Events 101,102, tape
- 1975: Labyrinth Gives Way to Skin, tape
- 1976: Remainder, tape

Works for Tape (tenzij anders vermeld)
- 1975: Presence
- 1976: Music for Sweet Bird of Youth
- 1976: Lecture on the Weather (samenwerking met John Cage)
- 1979: Empty Words / Close Up (samenwerking met John Cage)
- 1991: Petra, twee piano's

Events
- 2016: Labyrinth Gives Way to Skin: Maryanne Amacher Listening Session[5]
- 2016: Naut Humon & Edwin van der Heide: Plaything - Maryanne Amacher (Performance en lezing op CynetArt)[6]